# Testimonium de auditu
Een testimonium de auditu of de-audituverklaring is een verklaring van een niet-ooggetuige, oftewel ‘van horen zeggen’ (in het Duits wordt dit vrijwel letterlijk als Hörensagen aangeduid).
Over het algemeen zal een rechter aan zo'n verklaring geen waarde hechten en in veel landen is zo'n verklaring niet toegestaan. Het ligt immers voor de hand te vragen wie de informant is, waarna de informant kan worden opgeroepen en onder ede kan worden verhoord. Daarna heeft de de-audituverklaring geen waarde meer. Anders is dat als de informant niet beschikbaar is, maar in dat geval zal de rechter een de-audituverklaring uiterst zorgvuldig beoordelen.
Sinds het de-auditu-arrest (HR 20 december 1926, NJ 1927,85) geldt in Nederland dat verklaringen van personen die mededelingen van derden weergeven in een rechtszaak als wettig bewijsmiddel kunnen dienen. Wel houdt de Nederlandse strafrechter rekening met het gewicht van bepaalde bewijsstukken. De grondslag hiervoor is het best-evidence-beginsel, al vindt dit beginsel zijn fundament niet in de wet. Bovendien is er sprake van een bewijsminimum en moet de rechter in een strafproces de overtuiging hebben dat de verdachte het tenlastegelegde feit heeft begaan. Dit behelst het negatief-wettelijk bewijsstelsel.
Het bewijs moet uiteraard nog wel voldoen aan de eisen van art. 342 Sv in het Nederlandse wetboek. De rechter zal aan deze verklaringen minder waarde hechten dan aan een ooggetuigenverklaring.
Voorbeelden:
- Mogelijke de-audituverklaring bij kindermishandeling: „Een juf vertelde me dat het haar opviel dat een van haar leerlingen altijd rare blauwe plekken heeft.”
- Mogelijke de-audituverklaring bij heling: „Op mijn werk hoorde ik wel dat je bij hem altijd terechtkon als je een goedkope fiets wilde.”

## Referentie
1. ↑  Het de-auditu-arrest, Rode draad ‘Canon van het Recht’.
2. ↑  Art. 338 Wetboek van Strafvordering, negatief-wettelijk bewijsstelsel